# Pastinaca glacialis
Pastinaca glacialis är en flockblommig växtart som först beskrevs av Vitaliǐ Petrovich Goloskokov, och fick sitt nu gällande namn av Minosuke Hiroe. Pastinaca glacialis ingår i släktet palsternackor, och familjen flockblommiga växter. Inga underarter finns listade i Catalogue of Life.